# Cementiri de Cadaqués
Cementiri de Cadaqués és un cementiri de l'Alt Empordà inclòs en l'Inventari del Patrimoni Arquitectònic de Catalunya.

## Descripció
Situat al costat de la Capella de Sant Baldiri, vora el camí de Cadaqués a Portlligat.
Conjunt de planta rectangular, amb la porta d'entrada que dona a l'atri de l'ermita, tancat per una barana de terrissa. En el centre d'aquest primer recinte, emmarcat per dos rengles paral·lels de nínxols, hi ha una creu de terme (s.XVII-XVIII), aixecada sobre un sòcol de fusta que sosté una columna octogonal amb capitell decorat amb caps d'àngels i amb la creu coronant el conjunt.
Els pisos dels nínxols estan coberts amb teulada, i els propers a l'església tenen fornícula motllurada. Resten poques làpides de la primera època. En les zones ampliades a llevant i migdia, hi destaquen els mausoleus de finals del segle xix i principis del xx. Destaca la tomba de Frederic Rahola i la seva esposa Caritat Serinyana amb una escultura en marbre de l'escultor Josep Llimona, representant a una dona asseguda en un banc en actitud pensativa.
També es destaca el panteó de la família Serinyana (finals s.XIX- inicis s.XX) que té forma de templet amb una figura totalment exempta de mida al davant de Josep Campeny i Santamaria.

## Història
La làpida situada a l'entrada del cementiri presenta el següent text: "FUE HECHO ESTE CEMENTERIO / EN 1847 / A FAVOR DEL HOSPITAL DE POBRES / DE ESTA VILLA".
El cementiri i l'ermita han estat tema d'alguns olis d'Eliseu Meifrén, i també se'n coneix un de Santiago Rusiñol.
Fou construït al costat de la capella de Sant Baldiri, vora el camí de Portlligat, exemplificant clarament la tipologia de cementiri mediterrani: clos amb tanques blanques i la capella en perfecta harmonia. El paisatge d'oliveres que envolta el conjunt el confereix d'un notable valor paisatgístic, a banda d'arquitectònic.

## Tomba de la família Rahola-Serinyana

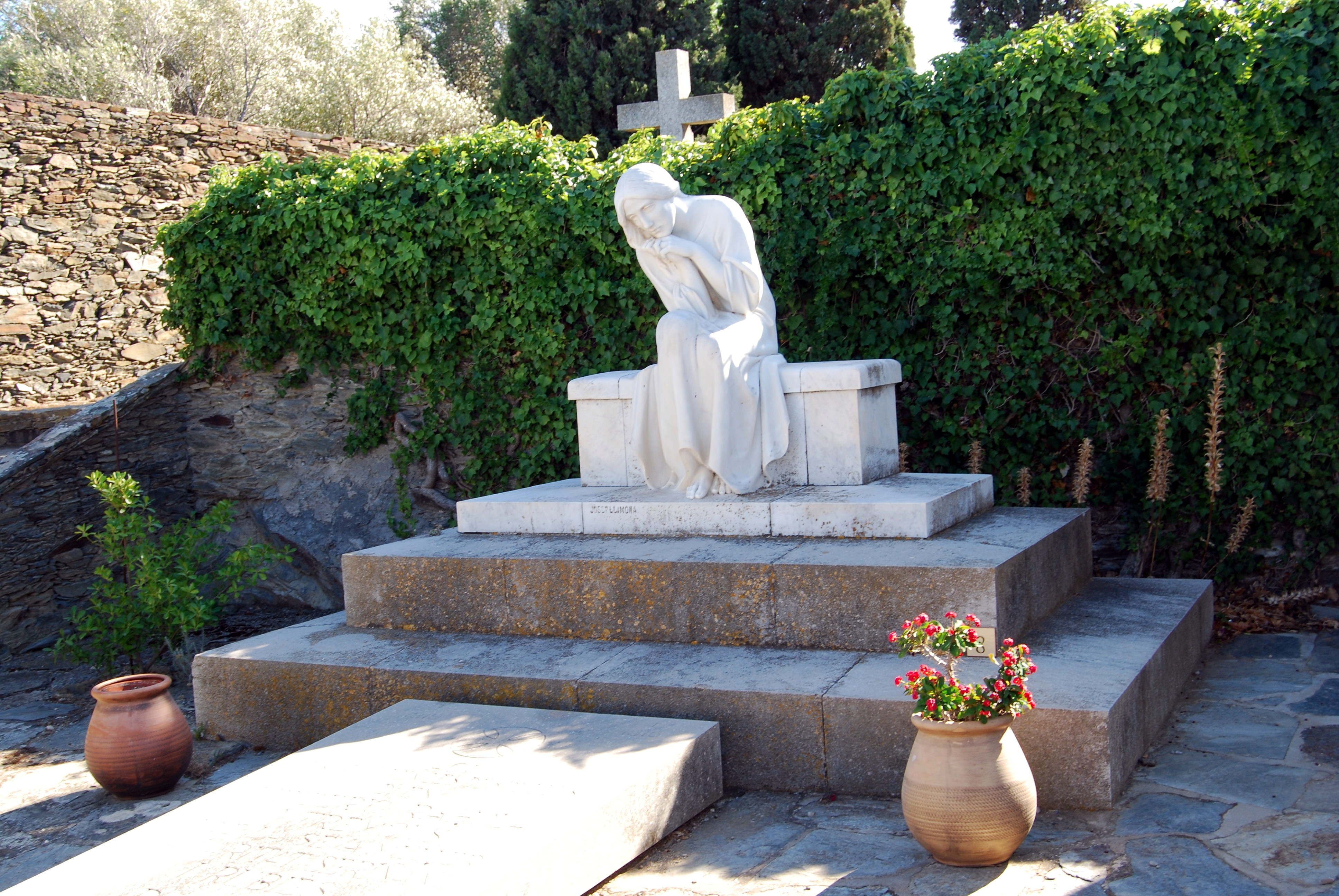
Panteó Rahola-Serinyana

Tomba al cementiri de Cadaqués presidida per una escultura de marbre de Josep Llimona.
És una obra ben característica d'aquest escultor; una figura femenina asseguda en un banc en actitud pensativa, amb llarga cabellera solta i el mentó recolzat amb les mans unides. El rostre, d'una noble placidesa, mostra una expressió de tristesa continguda. La signatura de l'autor és al basament. La làpida duu aquesta inscripció: "Ací es guarden les despulles d'en Frederic Rahola i Trémols i de la seva muller na Caritat Serinyana i Rubiés / R.I.P.".
Frederic Rahola i Trèmols (Cadaqués 1858-1919), economista, jurista i polític; va tenir importants càrrecs com el de secretari general del Foment del Treball Nacional; defensà la indústria catalana i lluità pel proteccionisme; americanista, fundà l'Institut d'Estudis Americanistes, després Casa Amèrica; fou president de l'Acadèmia de Jurisprudència i Legislació. És autor de nombroses obres sobre comerç i indústria i col·laborar en nombroses publicacions. Fou diputat i senador, militant a la Lliga Regionalista. Molt vinculat sempre a la seva vila, conreà la poesia, inspirada en el paisatge i ambients cadaquesencs; fou Mestre en Gai Saber; escrigué sobre la història de la pesca a Cadaqués. Tingué el projecte de crear a Patagònia una colònia amb el nom de "Nova Cadaqués". Li ha estat dedicada la plaça principal de la població, popularment "Plaça de les Herbes".
Les escoles públiques de Cadaqués porten en nom de "Caritat Serinyana", qui les sufragà.

## Panteó de la família Serinyana

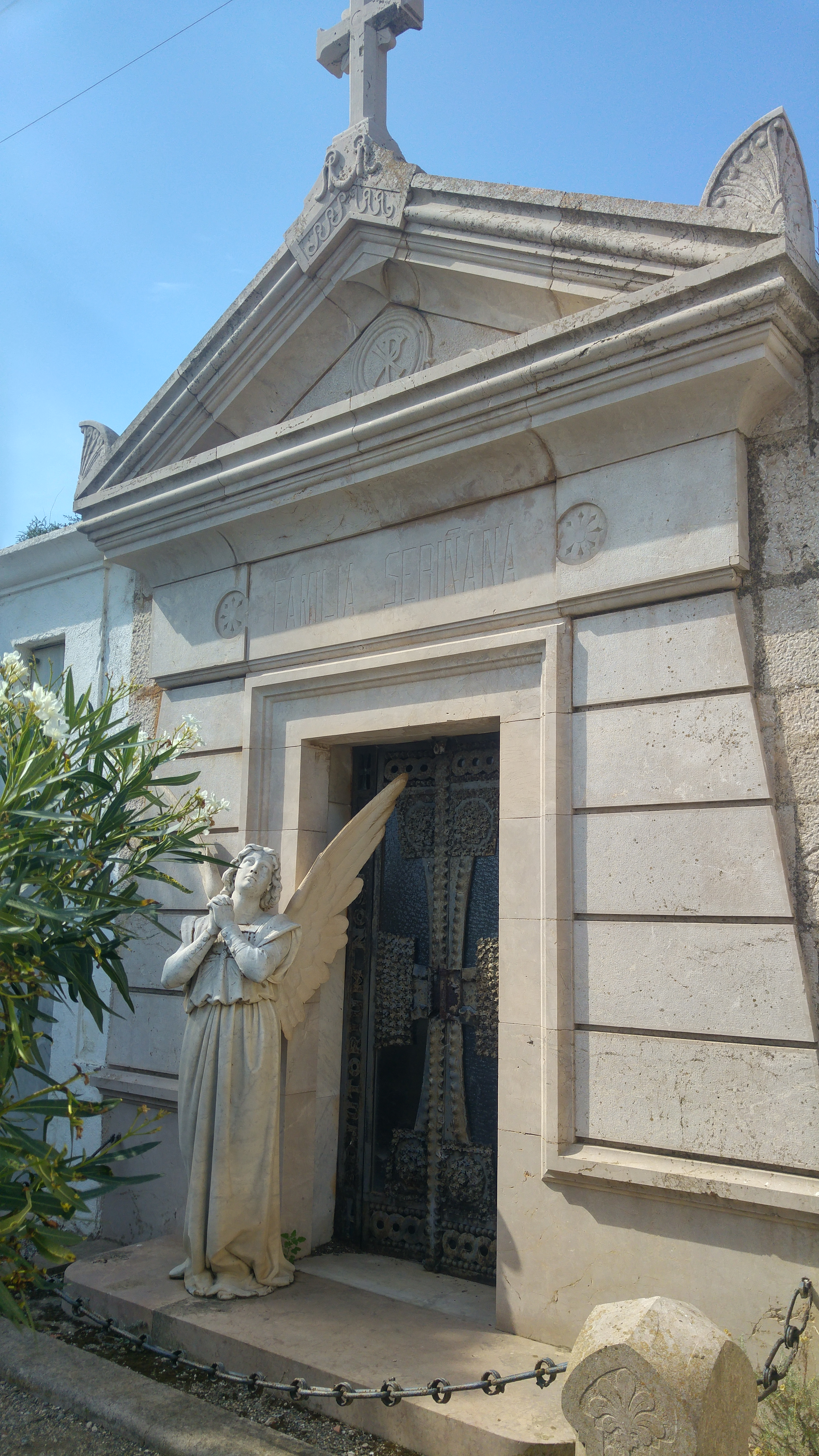
Panteó Serinyana

Situat dins del cementiri de la població.
Panteó en forma de templet. La façana està rematada per un prominent frontó i, al timpà, s'hi representa un gran crismó en relleu. La porta és motllurada i a la llinda, amb caràcters molt grans, hi ha la inscripció "FAMILIA SERIÑANA", feta tota de marbre. Davant la porta, totalment exempta, hi ha una escultura de marbre de mida natural que representa un àngel. És una figura vestida amb túnica, unes grans ales obertes, les mans recollides, en acció de pregar. A l'alçada del pit, la testa inclinada i aixecant la mirada vers el cel. La signatura "J.Campeny" és al peu de l'obra, al costat esquerre.
El cognom Serinyana és corrent a Cadaqués. Del segle xvi al XIX hi ha un important llinatge Serinyana de gent de mar i comerciants. Es coneix l'existència de molts patrons, capitans, armadors i mercaders, i de llurs viatges i contactes comercials per tota la Mediterrània. Al segle xvii, Antoni Serinyana obtingué el títol de ciutadà honrat de Barcelona.

## Creu de terme del cementiri
Creu situada al centre del primer recinte del cementiri de Cadaqués, el qual és paral·lel a l'Ermita de Sant Baldiri.
És del tipus de creu de terme: sobre un sòcol de dos esglaons de pedra ben tallada hi ha una base cilíndrica, monolítica, que sosté la columna, que és octagonal, i posseïx un capitell també vuitavat decorat amb quatre testes d'angelots en relleu i motllurat a l'extrem superior.
La creu que corona el conjunt, amb el Crist en relleu, tant pel seu aspecte formal com pel detall de tenir menys pàtina que els altres elements, creiem que és de datació força posterior.
Ignorem si aquesta creu ja es trobava al costat de l'ermita de Sant Baldiri o bé hi fou portada quan es construí el cementiri l'any 1847 (segons consta en una làpida, a l'entrada).
El basament, la columna i el capitell creiem que pertanyen a una creu de terme del segle xvii i xviii, mentre la creu pròpiament dita que corona el capitell, pot molt bé ésser de l'època d'erecció del cementiri.